# 廣野翔一
廣野 翔一（ひろの しょういち、1991年4月22日 - ）は、日本の歌人。大阪府高槻市出身。千葉県在住。

## 経歴
大阪府高槻市出身。自宅にあった短歌雑誌から短歌に興味を持つ。開明高等学校卒業。
2010年、同志社大学法学部入学後に京大短歌に入会、当時の先輩会員には大森静佳、藪内亮輔、笠木拓がいた。2011年、塔短歌会に入会。2013年、「クロスロード」で第59回角川短歌賞佳作。2014年、大学卒業後に同人誌「穀物」を創刊、参加する。この頃から東海圏に移り住み、荻原裕幸、小坂井大輔、辻聡之とともに同人誌「短歌ホリック」を創刊、参加する。
2022年に第一歌集『weathercocks』（短歌研究社）を刊行。2024年、現代歌人協会入会。

## 作品
歌集
- 『weathercocks』（2022年、短歌研究社）栞文：吉川宏志、文月悠光

アンソロジー
- 「自選10首」 - 『現代短歌』2021年9月号（現代短歌社）

批評
- 「歌壇時評」- 『短歌』2019年1月号から2019年6月号（角川文化振興財団）
- 「Icecream days」-砂子屋書房HPにて2023年7月から12月まで